# Universiteit Rijsel I
De Universiteit Rijsel I is een universiteit in Noord-Frankrijk gevestigd in de stad Villeneuve-d'Ascq. Op dezelfde campus is de École Centrale de Lille gevestigd. Daarnaast heeft Rijsel nog twee andere universiteiten, Universiteit Rijsel II en III. 
De campus is gesticht in 1854 in Rijsel, in 1967 in Villeneuve-d'Ascq. De universiteit zich richt tot de wetenschappen. De ongeveer 20000 studenten (en 17.000 luisteraars opleiding) worden begeleid door 1300 docent-onderzoekers en onderzoekers. De universiteit beschikt verder ook over 43 onderzoekslaboratoria.
Officieel is Universiteit Rijsel I sinds 2008 het eerste stichtende lid van de PRES-instelling Université Lille Nord de France, een consortium van universiteiten.

## Bekende alumni en medewerkers
Bekende professoren
- Louis Pasteur, Émile Borel, Pierre Bourdieu, Henri Cartan, Albert Châtelet, Benoît Mandelbrot, Paul Painlevé en Ernest Vessiot.

Bekende alumni
- Faustin-Archange Touadéra, minister-president van de Centraal-Afrikaanse Republiek.

Université Lille Nord de France · 
École Centrale de Lille · 
Europees Doctoraalcollege aan de Universiteit Lille Nord de France · 
Rijsel · 
Villeneuve-d'Ascq